# Polia szetschwana
Polia szetschwana là một loài bướm đêm trong họ Noctuidae.